# Ligabue (album)
| Recensione | Giudizio |
| ---------- | -------- |
| AllMusic   |          |

Ligabue è il primo album in studio del cantautore italiano Luciano Ligabue, pubblicato nel 1990 dalla WEA Italiana.

## Descrizione
(Ligabue, da Extra n.27, 2007)
All'album hanno collaborato gli strumentisti Paolo Panigada e Antonello Aguzzi, entrambi membri, in tempi diversi, del gruppo Elio e le Storie Tese, con Panigada che curò anche la registrazione e il missaggio del disco. Inoltre Claudio Dentes, titolare all'epoca dello studio Psycho di Milano dove l'album fu registrato (nonché esecutore delle parti di banjo incise in Non è tempo per noi), produsse pressoché in contemporanea il primo album (Elio Samaga Hukapan Kariyana Turu) del gruppo milanese, realizzato nello stesso periodo in un'altra sala degli stessi studi.
Nel 2008 è stata pubblicata l'edizione rimasterizzata del CD, mentre il 4 maggio 2010, in occasione del ventennale dalla sua uscita, il fan club barMario e la Warner Music Italy, ha ripubblicato l'album in edizione vinile con tiratura limitata a 500 copie.

## I brani
- Balliamo sul mondo

Due giovani (paragonati a Ginger Rogers e Fred Astaire), cui la vita non offre altro che instabilità e incertezze, decidono di ribellarsi e fuggirle, concentrando nella pratica del Fandango tutte le loro speranze e aspettative.
- Bambolina e barracuda

Il playboy del sabato sera mette in scena il solito copione da raccontare in dettaglio il giorno dopo, ma questa volta incontra una femminista bellissima e dominatrice che inverte e stravolge il gioco delle parti.
- Piccola stella senza cielo

L'ingenuità è un lusso che nessuno può concedersi, chi ci prova è destinato a pagarlo molto salato. Fatto realmente accaduto ad un'amica del cantautore.
- Marlon Brando è sempre lui

Una coppia va al cinema a vedere un film con Marlon Brando per sopire la propria "sete di eroi". Dedicata al famoso attore, che all'inizio esclama "Hey Stella!!", grido tratto da una scena del film Un tram che si chiama Desiderio, inserito apposta per stabilire un collegamento col titolo del brano precedente, ma senza altra attinenza.
- Non è tempo per noi

I 'noi' (compreso chi canta) sono quelle persone che vivono libere da condizionamenti e inseguono i propri sogni scostandosi dalla mentalità di un'epoca che non fa per loro, seguendo sé stessi, idee personali e modi di vita che non cambierebbero mai.
- Bar Mario

Già incluso nel primo 45 giri dell'artista Anime in plexiglass/Bar Mario con gli Orazero, un promo a tiratura limitata del 1988. Presente qui nella versione con i Clan Destino.
Il testo, non racconta un locale in particolare, ma di un luogo idealizzato, né positivo né negativo, ormai scomparso, che con i cliché e le routine del proprietario e dei suoi avventori, riusciva a trasmettere la voglia di frequentarsi in un'atmosfera quasi familiare.
- Sogni di rock 'n' roll

Già inciso da Pierangelo Bertoli e inserito nell'album Tra me e me del 1988. Presentato nella versione inedita dell'autore Ligabue.
Canzone ingenua e spensierata, racconta le tipiche nottate del sabato trascorse dal cantautore con gli amici della band, con la velata malinconia di chi sa che quei bei tempi non potranno tornare.
- Radio Radianti

Il testo contesta un certo modo di fare radio, dove lo stile con cui lo speaker parla è più importante di quello che dice, ovvero delle informazioni che comunica.
- Freddo cane in questa palude e Angelo della nebbia

Il primo brano nasce come introduzione al secondo e tratteggia lo scenario grigio e anonimo di una indefinita campagna invernale, al punto da sfociare nel desiderio di un evento che apporti un po' di colore: l'arrivo di un angelo. In questa seconda canzone il testo, nato prima della musica, è, a detta del cantautore, penalizzato da un arrangiamento non all'altezza.
- Figlio d'un cane

Già inserito ancora da Bertoli nel disco del 1989, Sedia elettrica. Mai cantato prima da Ligabue.
Afferma l'identità personale in contrasto al senso di inadeguatezza che l'individuo sente nei confronti del tempo in cui vive.

## Video musicali
- Balliamo sul mondo, su YouTube. URL consultato il 10 ottobre 2014.
- Non è tempo per noi, su YouTube. URL consultato il 10 ottobre 2014. (audio della versione live remix)
- Marlon Brando è sempre lui, su YouTube. URL consultato il 10 ottobre 2014.

I 3 videoclip, originariamente disponibili solo in videocassetta sull'home video Videovissuti e videopresenti del 1993, sono stati poi inclusi nei DVD Primo tempo del 2007 e Videoclip Collection del 2012, quest'ultimo distribuito solo nelle edicole.

## Tracce
Testi e musiche di Luciano Ligabue; edizioni musicali Blue Team Music, Getar e Kromaki Music, eccetto dove indicato.
1. Balliamo sul mondo – 4:33
2. Bambolina e barracuda – 5:14
3. Piccola stella senza cielo – 3:57
4. Marlon Brando è sempre lui – 4:12
5. Non è tempo per noi – 3:30
6. Bar Mario – 3:54 (edizioni musicali Getar, Suono Immagine)
7. Sogni di rock 'n' roll – 3:57 (edizioni musicali Di Lazzaro, Getar)
8. Radio Radianti – 3:26
9. Freddo cane in questa palude – 1:06
10. Angelo della nebbia – 4:59
11. Figlio d'un cane – 2:53 (edizioni musicali Di Lazzaro, Getar)

## Formazione
- Luciano Ligabue – voce e chitarra acustica
- Luciano Ghezzi – basso
- Gigi Cavalli Cocchi – batteria
- Max Cottafavi – chitarra
- Antonello Aguzzi – tastiera (tracce 1, 3), pianoforte (tracce 2, 3, 5-7) e organo Hammond (tracce 5, 8-10)
- Paolo Panigada – assolo di sassofono (tracce 3, 7), organo Hammond (traccia 4), sassofono (traccia 7), seconda voce (traccia 8), cori (traccia 10), assolo di chitarra (traccia 11)
- Stefano De Carli – slide guitar (tracce 5 e 9)
- Claudio Dentes – chitarra acustica, banjo e arrangiamento (traccia 5)

## Classifiche
| Classifica (1997) | Posizione massima |
| ----------------- | ----------------- |
| Italia            | 11                |